# テックハウス
テックハウス（Tech House）は、テクノとハウスの中間に位置する音を意味するエレクトロニック・ダンス・ミュージックの一ジャンル。

## 起源
一応はダンス・ミュージックのジャンルであるが、テクノとハウスの中間を表す概念として作られた造語のため、決定的な発祥地や起源などは存在しない。音については、ハウスの発祥地のイリノイ州シカゴと、テクノの発祥地であるミシガン州デトロイトが隣同士に位置したため、テックハウスという言葉がない頃からテクノとハウスが融合した音がシカゴとデトロイト双方に存在した。その代表的な例は、シカゴのCajual Records、デトロイトのKMSなどである。言葉については、1990年代に入りハウスやテクノの需要がアメリカ合衆国からヨーロッパ、特にイギリスとドイツへと移っていく混沌とした過程で発生したものだと考えられる。

## 概要
BPMに関しては125～135程度であり、まさにハウスとテクノの中間となっている。音の特徴としては、ハウスの基本フォーマット（つまりバスドラム4つ打ち、その間に刻まれるハイハット、2拍目あるいは4拍目のスネアドラム）を守りながら、テクノの持つ無機質な空気感と残響や音響からの快感抽出などを継承する。さらにバスドラム自身による残響を、ハウスよりも抑える傾向があるため、むしろ音数はテクノやハウスよりも少なくなるのが普通である。つまりミニマルな方向への融合であると言える。
盛んな国はイギリス、ドイツ、アメリカなどであるが、テックハウスはイギリス的なアップリフティングな融合ではなく、あくまでもドイツ的なダウナーへ向かう融合であったため、特に1990年代から2000年代のドイツで支持された。

## 他のジャンルとの区別
- BPMが130を上回り、メロディを多用したり、ハウスとテクノ双方のアグレッシブな部分を継承するという、逆に音数が増える方向への融合はハード・ハウス、ハッピーハードコアと呼ぶほうがふさわしい。
- ボーカルが書き下ろしの歌詞などを歌うものは通常のハウスか、ディープ・ハウスと呼んだほうがふさわしい。テックハウスがボーカルを使う場合、サンプリングしたボーカルを切り取って配したり、テクノ的に使用するのが通常である。
- BPMが125を下回り、バスドラムの残響が誇張されたものについてもディープ・ハウスという呼称がふさわしい。